# Ischnopteris inconspicua
Ischnopteris inconspicua är en fjärilsart som beskrevs av W. Warren 1907. Ischnopteris inconspicua ingår i släktet Ischnopteris och familjen mätare. Inga underarter finns listade i Catalogue of Life.